# Mammillaria glochidiata
Mammillaria glochidiata är en kaktusväxtart som beskrevs av Carl Friedrich Philipp von Martius. Mammillaria glochidiata ingår i släktet Mammillaria och familjen kaktusväxter. Inga underarter finns listade i Catalogue of Life.

## Bildgalleri

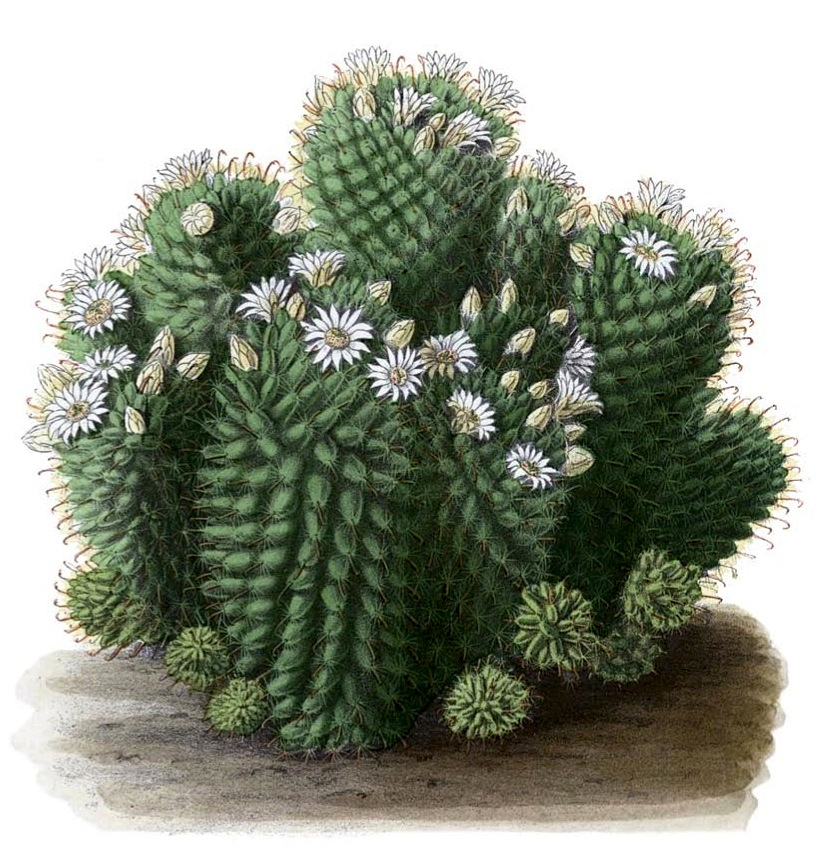
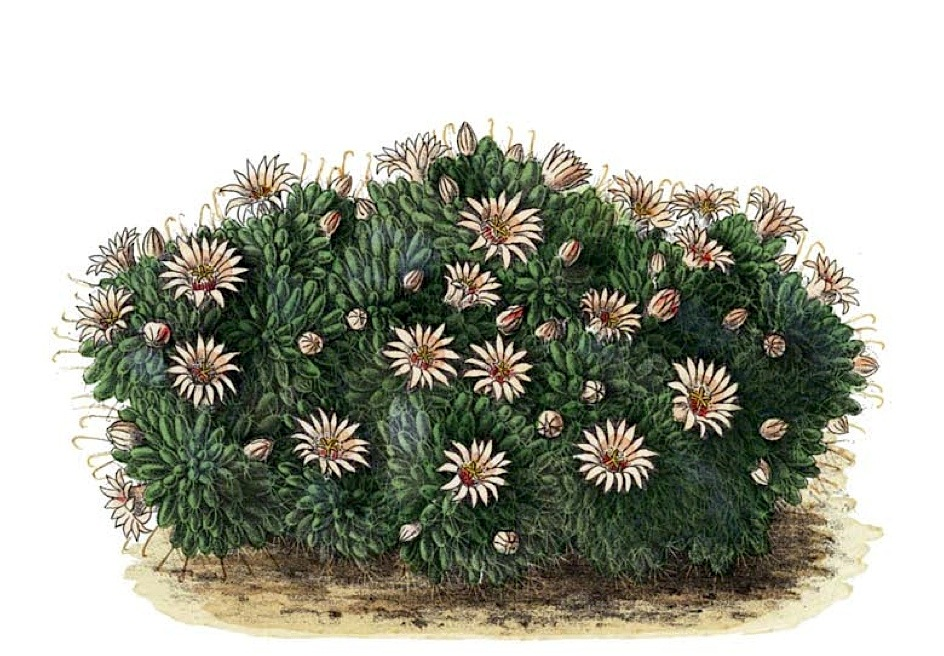
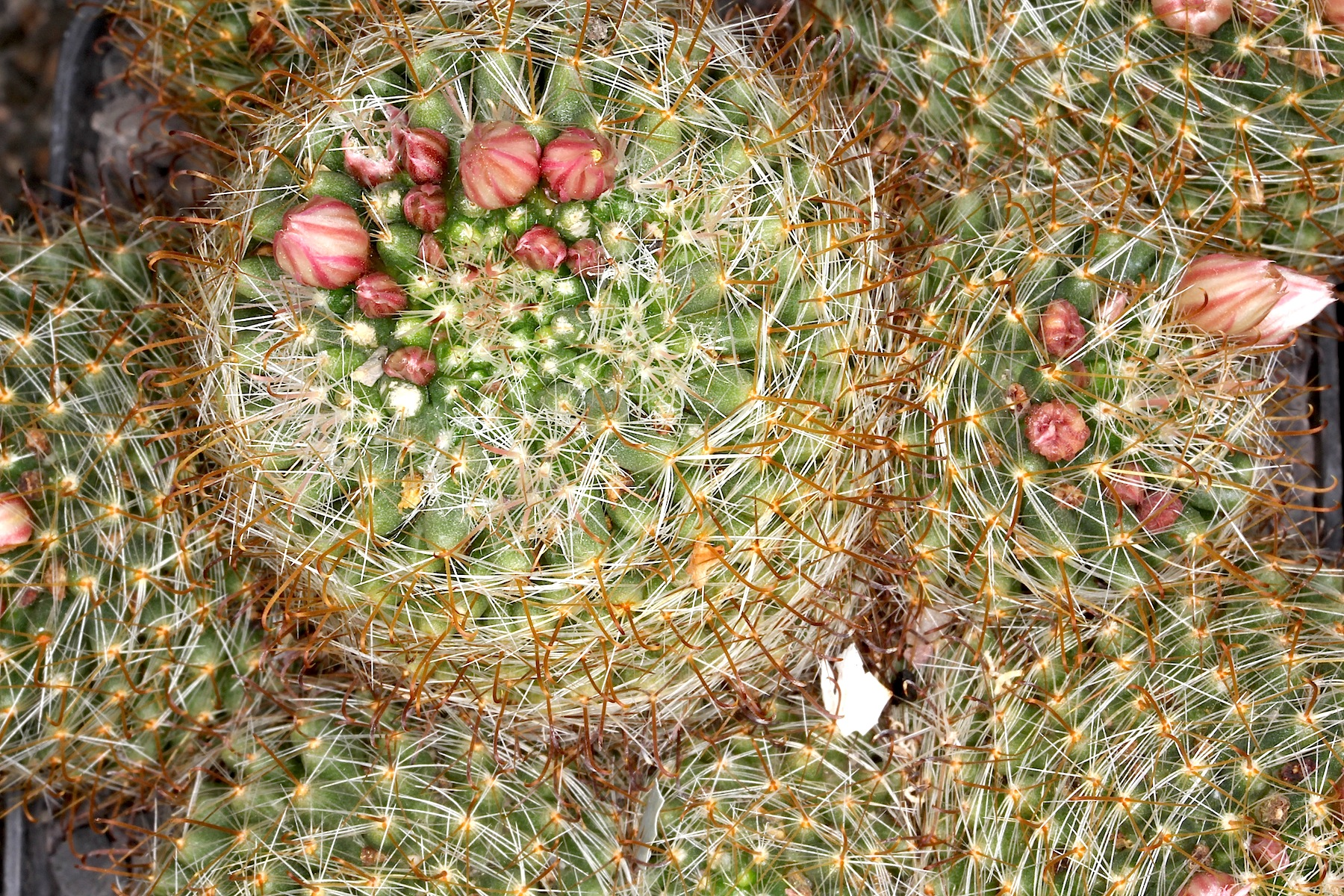
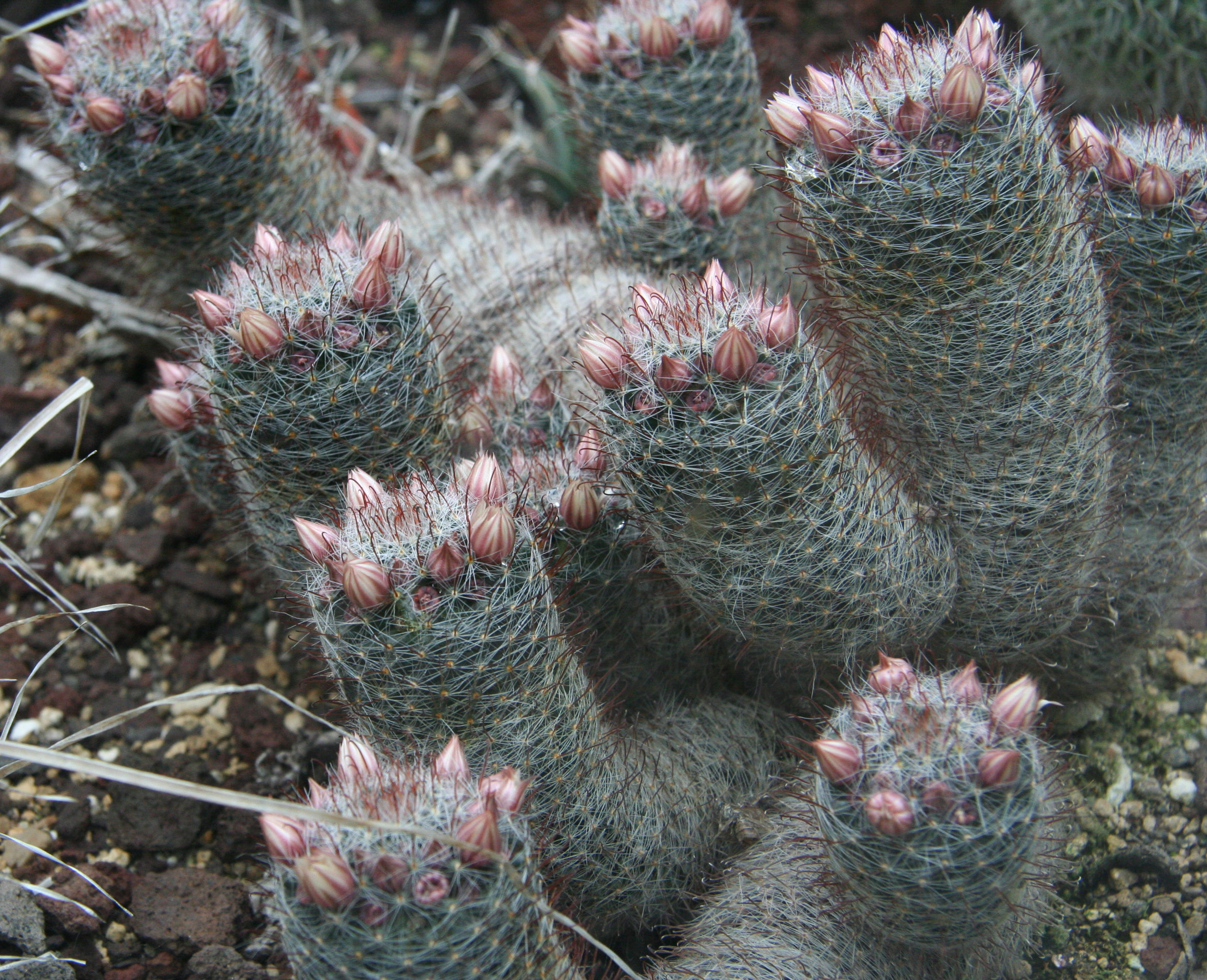